# Gustavo Mosquito
Gustavo Henric da Silva (Campo Largo, 7 de setembro de 1997), mais conhecido como Gustavo Mosquito, é um futebolista brasileiro que atua como ponta-direita. Atualmente joga pelo Júbilo Iwata.

## Carreira

### Início

#### Coritiba
Nascido em Campo Largo, no Paraná, Mosquito ingressou nas categorias de base do Coritiba aos nove anos. Em 2 de maio de 2016, seu contrato foi prorrogado até setembro de 2018. No Campeonato Brasileiro Sub-20 2017, marcou 9 gols e se tornou o artilheiro da temporada. Foi promovido à equipe profissional do Coxa no início de 2018, porém nunca fez sua estreia oficial pelo profissional, pois foi encostado no clube alviverde após recusar os termos para uma nova renovação, e perder uma ação na Justiça do Trabalho tentando a rescisão do contrato, alegando atrasos nos depósitos do FGTS.

### Corinthians

#### 2019
Em 8 de outubro de 2018, assinou com o Corinthians até 2022. Ele chegou em 2018 porém só poderia estrear em 2019 porque as inscrições para a Copa do Brasil e o Campeonato Brasileiro estavam encerradas. Em 20 de janeiro de 2019, enfim estreou como profissional, entrando como reserva no empate em 1-1 contra o São Caetano, pelo Campeonato Paulista 2019. Fez parte do elenco campeão do Campeonato Paulista 2019. Após cinco partidas disputadas, acabou perdendo espaço no time de Fábio Carille e foi emprestado.

#### 2020
Em 13 de agosto, o Corinthians solicitou o retorno de Mosquito após pedido do técnico Tiago Nunes. O time tinha uma carência pelo lado de campo. Marcou seu primeiro gol com a camisa do Corinthians em 19 de agosto, na vitória por 3-1 contra o Coritiba, na Neo Química Arena, pelo Campeonato Brasileiro 2020.

#### 2021
Em 6 de junho, chegou a marca de 50 jogos com a camisa do Corinthians. Em 2021, viveu sua melhor fase no timão, estando mais maduro e preparado. No Campeonato Brasileiro 2021, teve participação em quase 100% dos jogos.

#### 2022
Em 5 de abril, chegou a marca de 100 jogos com a camisa do Corinthians. Em 26 de outubro, rompeu ligamento do joelho e precisou passar por cirurgia. A cirurgia aconteceu um mês depois e o jogador ficou afastado por 8 meses.

#### 2023
Em 18 de agosto, 9 meses depois de sua lesão no joelho, voltou a ser relacionado para uma partida pelo técnico Vanderlei Luxemburgo. Em 19 de agosto, saiu do banco de reservas e entrou em campo para marcar um gol de empate contra o Cruzeiro. Em 12 de novembro, chegou a marca de 150 jogos com a camisa do Corinthians.

#### 2024
Em 11 de janeiro, renovou seu contrato com o clube paulista até junho de 2026. Em 3 de julho, entrou com ação na Justiça do Trabalho pedindo a rescisão contratual com o Corinthians, alegando que o clube não vinha depositando parcelas do FGTS. No dia seguinte (4), a Justiça do Trabalho não acatou o pedido de liminar feito pelo atacante. A juíza apontou que uma das parcela das luvas cobrada por Mosquito não estaria atrasada e também ponderou que,no mesmo dia em que o atacante entrou com a ação o Timão efetuou o pagamento de valores atrasados relativos a FGTS. Após esse episódio, o atleta foi afastado do elenco e deixou de treinar no CT Joaquim Grava.
Em 17 de julho de 2024, rescindiu seu contrato com o clube paulista, após conseguir uma liminar na justiça. Mosquito estava no Corinthians desde 2018. Pelo Timão, o atacante possui 18 gols e 15 assistências em 176 partidas disputadas. Na atual temporada, ele balançou as redes uma vez e deu dois passes para tentos em 27 jogos.

### Vila Nova
Em 24 de abril de 2019, foi emprestado para o Vila Nova até o fim temporada para a disputa do Campeonato Brasileiro 2019 - Série B. Fez a sua estreia pelo clube goiano em 4 de maio de 2019, na derrota para o Vitória por 2-1, no Barradão, pela Série B. Porém sua apresentação oficial aconteceu no dia 6 de maio. Em julho de 2019, após perder espaço, teve seu contrato rescindido e foi dispensado do Tigre.

### Oeste
Em 16 de agosto de 2019, foi emprestado para o Oeste. Sua estreia aconteceu em 24 de setembro de 2019, na vitória por 2-1 contra o São Bento, pelo Campeonato Brasileiro 2019 - Série B. Teve passagem relâmpago pelo clube de barueri, onde fez apenas 3 jogos.[carece de fontes?]

### Paraná
Em 8 de janeiro de 2020, foi emprestado para o Paraná até o final da temporada. Fez a sua estreia pelo clube paranaense em 19 de janeiro de 2020, no empate por 0-0 contra o Rio Branco, no Estradinha, pelo Campeonato Paranaense 2020. Marcou seu primeiro gol como profissional em 7 de agosto de 2020, no empate por 2-2 contra o Confiança, pelo Campeonato Brasileiro 2020 - Série B. Em 14 de agosto de 2020, se despediu do Tricolor da Vila, o Corinthians pedir o atleta de volta.[carece de fontes?]

### Vitória
Em 31 de agosto de 2024, o Vitória a contratação de Gustavo Mosquito, ex-Corinthians. O atleta assinou vínculo com o clube baiano até o fim de 2026. Mosquito estreou-se, em 1 de setembro, na derrota para o Vasco pela 25ª rodada do Brasileirão, o Cruz-Maltino venceu por 1 a 0. 
No dia 21 de setembro, Gustavo Mosquito, em cobrança de pênalti aos 47 minutos do primeiro tempo anotou seu primeiro golo pelo Rubro-Negro, na vitória do Vitória que derrotou o Juventude por 1 a 0 no Estádio Barradão, em Salvador, pelo Campeonato Brasileiro.
Encerrou a temporada, onde não demorou para assumir a condição de titular e foi peça importante no grupo que conseguiu a reação no Campeonato Brasileiro e terminou com vaga para a Copa Sul-Americana. Ele esteve me campo 13 vezes no segundo turno da Série A, com um gol e duas assistências.

### Júbilo Iwata
Em 7 de Julho de 2025 acertou sua ida ao futebol japonês, para disputar a  J2 League pelo Júbilo Iwata.

## Títulos
Corinthians
- Campeonato Paulista: 2019